# Uropoda argasiformis
Uropoda argasiformis es una especie de arácnido del orden Mesostigmata de la familia Uropodidae.

## Distribución geográfica
Se encuentra en Bolivia y Brasil.